# Dekanat borzyszkowski
Dekanat Borzyszkowy – jeden z 30 dekanatów w rzymskokatolickiej diecezji pelplińskiej.

## Parafie
W skład dekanatu wchodzi 9 parafii:
- parafia Ducha Świętego – Borowy Młyn
- parafia św. Marcina – Borzyszkowy
- parafia św. Katarzyny – Brzeźno Szlacheckie
- parafia św. Apostołów Piotra i Pawła – Konarzyny
- parafia Jasnogórskiej Królowej Polski – Lipnica
- parafia św. Anny – Przechlewo
- parafia św. Wawrzyńca – Sąpolno
- parafia św. Barbary – Swornegacie
- parafia Chrystusa Króla – Zapceń

## Sąsiednie dekanaty
Brusy, Bytów, Chojnice, Czarne (diec. koszalińsko-kołobrzeska), Człuchów, Miastko (diec. koszalińsko-kołobrzeska), Rytel